# Hughenden Valley
Pour les articles homonymes, voir Hughenden (homonymie).
Hughenden Valley est un village situé dans le district de Wycombe, dans le Buckinghamshire en Angleterre.
Sa population est de 8,362 unités (2011).

## Géographie
Hughenden Valley (anciennement Hughenden ou Hitchendon) est un village et une paroisse située dans le Buckinghamshire, en Angleterre, juste au nord de High Wycombe. Il s'étend sur près de 32 km2), répartis principalement entre des terres arables et des terres boisées. Le village est situé à 4,8 km au nord du centre de Wycombe, à 20,1 km au sud de la ville d'Aylesbury et à 56 km à l'ouest-nord-ouest de Londres.

## Histoire
La paroisse de Hughenden est mentionnée pour la première fois dans le Domesday Book de 1086 sous le nom de Huchedene, ou Hugh's Valley en anglais moderne. Le nom original ferait référence au nom anglo-saxon Huhha plutôt qu'au nom français Hugh. À l'époque du Domesday Book, le village faisait partie des vastes domaines d'Odon de Bayeux, évêque de Bayeux, le demi-frère de Guillaume le Conquérant.
Il y avait de nombreux manoirs anciens dans les limites de la paroisse et, outre Odon, les rois Henri Ier d'Angleterre, Henri VIII d'Angleterre et Simon de Montfort ont possédé une propriété dans la paroisse.
Benjamin Disraeli (futur comte de Beaconsfield) a vécu à Hughenden Manor, un manoir géorgien, modifié par les Disraeli lorsqu'ils l'ont acheté en 1848. Le manoir est situé sur le sommet de la colline à l'ouest de la route principale qui relie Hughenden à High Wycombe. Le comte, décédé en 1881, a été enterré dans un caveau situé sous l'église St Michael and All Angels, à laquelle on accède par le cimetière. L'église contient également un mémorial au comte érigé par la reine Victoria. Le manoir a été donné au National Trust en 1947, qui possède également des bois dans les environs.
Au XVIIIe siècle, l'église paroissiale était l'une des rares de toute l'Angleterre où les mariages pouvaient avoir lieu sans que les mariés ne résident dans la paroisse. Hughenden est devenu tristement célèbre localement en tant que lieu de mariages clandestins, et les archives locales y font souvent référence.
Le Disraeli Monument, classé Grade II, se dresse sur Tinker's Hill dans la vallée de Hughenden, à la mémoire de l'écrivain et érudit Isaac D'Israeli.